# Kuaizhou-11
Le Kuaizhou-11 (KZ-11) est un lanceur léger chinois utilisant une propulsion à propergol solide. Son premier vol, qui a eu lieu le 10 juillet 2020, a été un échec. Cette fusée, d'une masse de 78 tonnes pour un diamètre de 2,2 mètres, dérive directement du missile balistique intercontinental chinois DF-41. Il serait capable de placer en orbite héliosynchrone une charge utile pouvant aller jusqu'à 1 500 kg. Comme le lanceur Kuaizhou-1A il est commercialisé pour permettre des lancements avec un délai de réaction court. Kuaizhou-11 est construit par le principal spécialiste des fusées chinois CASIC et ses missions sont commercialisées par Expace (China Space Sanjiang Group Corporation).

## Historique
À la suite d'un cahier de charge initial qui représente de nombreuses contraintes (militaires), les lanceurs Kuaizhou dont le KZ-11 est une des quatre versions prévues qui ont toutes les mêmes points communs, à savoir :
- un temps de préparation de tir très court (moins de 24h) ;
- une faible dépendance aux installations au sol ;
- un prix relativement bas pour la mise en orbite, de l’ordre de 10 000 à 20 000 dollars américains par kg ;
- un lancement qui s’effectue depuis une plateforme mobile

Son moteur est testé pour la première fois le 22 septembre 2016. Son premier vol était alors programmé en 2017 mais le programme a eu du retard lié à des difficultés de développement parmi lesquelles une explosion du premier étage, à propergol solide, lors d’un essai au banc en 2019.
Selon des sources officieuses, l'échec du premier tir le 10 juillet 2020 est dû au troisième étage du lanceur qui aurait explosé à l’allumage.
Le 7 décembre 2022, un seconde tir est un succès, plaçant un démonstrateur technologique en orbite.

## Caractéristiques techniques
Kuaizhou-11 comporte trois étages à propergol solide et un quatrième étage à propergol liquide qui reste solidaire de la charge utile. Le diamètre des trois premiers étages est de 2,2 mètres. Le lanceur dispose de 3 types de coiffe d'un diamètre respectivement de 2,2, 2,6 et 3 mètres. La longueur hors tout de la fusée est 25,6 m et sa masse est d'environ 78 tonnes. Le premier étage est propulsé par, selon CASIC, le plus grand moteur à poudre chinois avec une coque en fibre de carbone, mesurant 9,7 m de longueur et 2,2 m de diamètre. Ce moteur développe une poussée de 1 765 kN et contient 45t de propergol.
Le lancement peut s'effectuer après une préparation de quelques jours. Le lanceur est transporté sur un véhicule porteur et est lancé à partir de cette plateforme mobile.

## Lancements
| N° | Date (UTC) | Base de lancement | Charge utile                                                                                       | Orbite         | Référence NSDDC | Remarques                                    |
| -- | ---------- | ----------------- | -------------------------------------------------------------------------------------------------- | -------------- | --------------- | -------------------------------------------- |
| 1  | 10/7/2020  | Jiuquan           | Jilin-1 Gaofen-02E (Imagerie satellitaire) , CentiSpace-1 S2 (Système de navigation par satellite) |                |                 | Échec                                        |
| 2  | 7/12/2022  | Jiuquan           | Xingyun VDES (démonstrateur technologique)                                                         | héliosynchrone |                 | Premier succès. Démonstrateur technologique. |
| 3  | 21/05/2024 | Jiuquan           | Luojia 3-02, Chaodigui Jishu Shiyan, Tianyan 22, Lingque-3 01                                      | héliosynchrone |                 |                                              |